# Crater d'Eufroni
S'anomena Crater d'Eufroni un crater de calze de figures vermelles del pintor àtic Eufroni, datada de cap a l'any 515 abans de la nostra era. Considerada com un dels millors exemples de l'antiga ceràmica grega, representa en la cara principal un tema homèric, Hipnos i Tànatos duent el cos de Sarpèdon, d'ací el nom de Crater de Sarpèdon que a vegades se li dona.
El crater entrà en el Museu Metropolità d'Art de Nova York el 1972 (número d'inventari 1972.11.10) abans de ser retornat a Itàlia el 2008. Es presentà per primera vegada en el Museu Nacional Etrusc de Roma i des del 2014 s'exposa en el Museu Nazionale Cerite de Cerveteri.

## Característiques
És un crater de calze, una forma que era comuna a mitjan segle vi ae, feta d'argila pintada amb l'estil de les figures roges. Està signat per Euxiteu com a terrissaire i per Eufroni com a pintor en la cara A. Té 45,8 cm d'alçada, un diàmetre de 55,15 cm i un diàmetre del peu de 29,5 cm; té una capacitat d'uns 45 litres. Les figures tenen 19 cm d'alçada.
El vas s'ha trencat i reparat, però té petits buits. L'aparent reparació es remunta a l'antiguitat i consisteix en dues grapes de metall amb dues arpes cadascuna (el metall s'ha corroït). El restaurador d'antiguitats temptà de no danyar les figures, la qual cosa demostra que el crater ja es considerava una peça excepcional.
Se sol datar aquest crater del voltant del 515 ae per la forma i l'estil de la decoració, però també per la inscripció kalós que figura en la cara B: «Leagre és bell».

## Anàlisi estilística
Es va utilitzar pintura vermella per a totes les inscripcions, la cresta de la cimera dels cascos, la cinta del pètasos que passa per davall de la barbeta i damunt el coll d'Hermes, el baldric d'Hipnos, les ferides de Sarpèdon i la sang que en brolla, i la seua cinta per al cap.
El pintor fa un ús abundant també de línies de relleu per als contorns. Per a aquest crater, Eufroni usà tots els tons roigs de la pintura diluïda. Ja no utilitza ací, com en els seus atuells anteriors, línies de relleu de color negre profund per a remarcar l'anatomia, sinó que prefereix l'ús d'aiguades, que van des de l'ocre clar fins al marró fosc. Per tant, empra una aiguada lleu per a modelar els músculs. Ha tingut molta cura amb els detalls de la imatge: les escates de les ales d'Hipnos i Tànatos, les pestanyes dels personatges, la representació dels dits... Tots aquests elements enriqueixen la imatge, que assoleix una qualitat rarament igualada. Per contra, el costat B és una mica menys net.

## Anàlisi iconogràfica
La cara A representa els genis del somni i la mort, Hipnos i Tànatos, armats com hoplites i amb un parell d'ales. Aixequen el cos del príncep Sarpèdon del camp de batalla de la Guerra de Troia per a dur-lo de tornada a la seua terra.
Hermes, portant el pètasos i el caduceu, hi és com a psicopomp, és a dir, conductor d'ànimes. L'escena està emmarcada pels troians Leodamant i Hipòlit. Tots els personatges són anomenats per inscripcions. Sarpèdon està nu excepte pels grebes, perquè el grec Pàtrocle l'ha despullat de l'armadura i les armes després de matar-lo. L'escena està representada  en els versos 666-675 del Cant XVI de la Ilíada; Eufroni en dona una altra lectura en un altre vas, en què Hipnos i Tànatos estan representats sense ales.

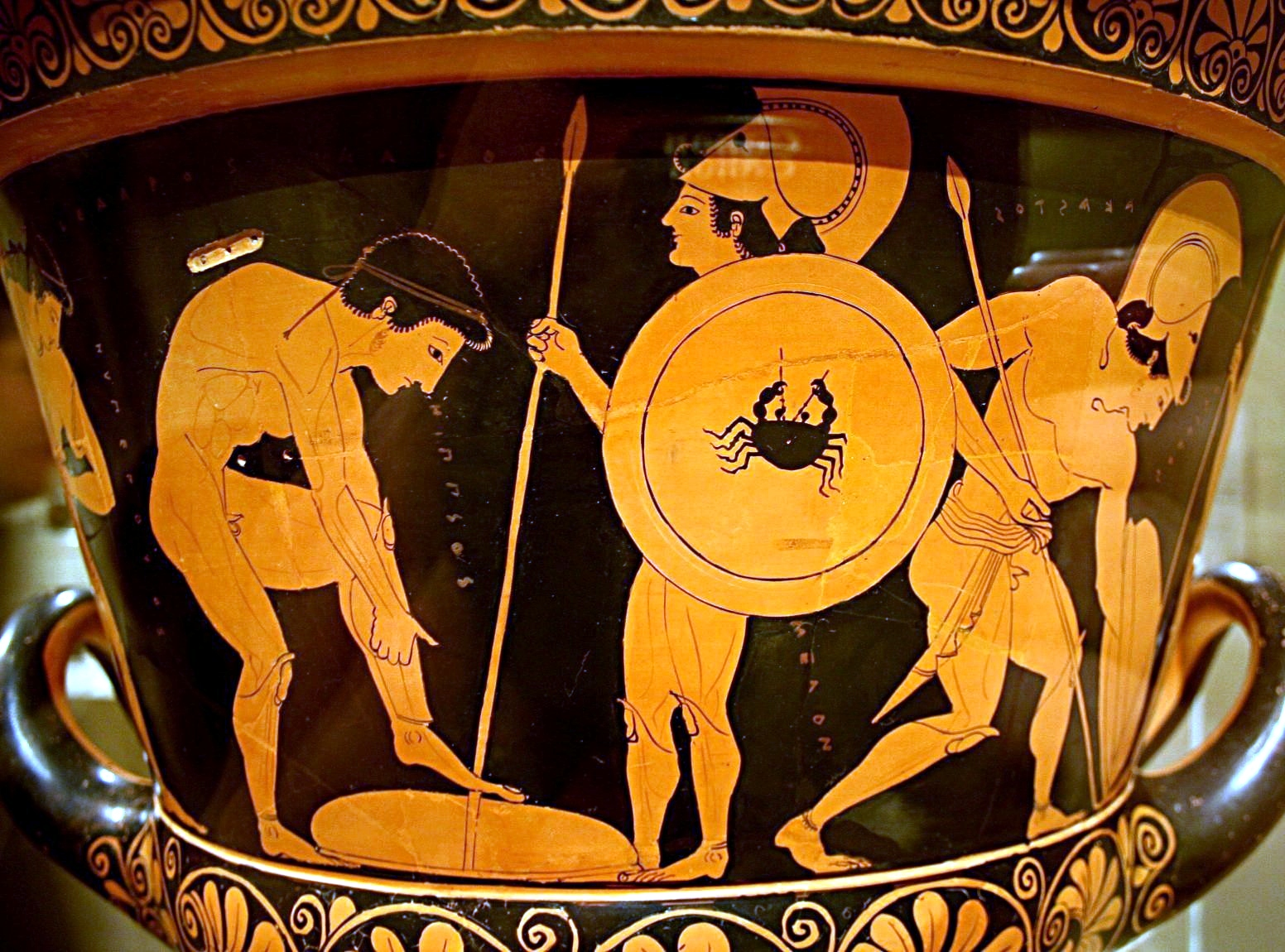
Cara B del crater: joves armant-se

La cara B mostra tres joves armant-se en presència de dos hoplites. No té relació aparentment amb la cara A, però els noms mitològics que apareixen en el camp suggereixen que no és una escena ordinària.
Les escenes figuratives estan emmarcades amb frisos de palmetes sota la vora i sota les nanses.